# Liste der Einträge im National Register of Historic Places im Dukes County

Lage des Dukes County in Massachusetts

Die Liste der Einträge im National Register of Historic Places im Dukes County in Massachusetts führt alle Bauwerke, National Historic Landmarks und historischen Stätten im Dukes County auf, die in das National Register of Historic Places aufgenommen wurden. Wesleyan Grove ist im Register unter zwei verschiedenen Bezeichnungen als Doppeleintrag vorhanden.

## Legende
| NRHP | Historic Place             |
| NHL  | Historic Landmark          |
| NHLD | Historic Landmark District |
| HD   | Historic District          |

## Aktuelle Einträge
| [ 2 ] | Name                                            | Bild                                            | Eintragsdatum                  | Lage | Ort            | Beschreibung                                                                                 |
| ----- | ----------------------------------------------- | ----------------------------------------------- | ------------------------------ | --- | -------------- | -------------------------------------------------------------------------------------------- |
| 1     | The Arcade                                      | The Arcade                                      | 5. Aug. 1994 ID-Nr. 94000813   | 31 Circuit Ave. 41° 27′ 21,4″ N, 70° 33′ 30″ W                                                                                             | Oak Bluffs     | Im Register unzutreffend unter der Adresse 134 Circuit Avenue eingetragen.                   |
| 2     | Barn House                                      | Barn House                                      | 15. Dez. 2011 ID-Nr. 11000920  | 451 South Rd. 41° 20′ 35,5″ N, 70° 43′ 58,3″ W                                                                                             | Chilmark       |                                                                                              |
| 3     | Cape Poge Light                                 | Cape Poge Light                                 | 28. Sep. 1987 ID-Nr. 87002040  | Chappaquiddick Island 41° 25′ 12″ N, 70° 27′ 10″ W                                                                                         | Edgartown      |                                                                                              |
| 4     | East Chop Light                                 | East Chop Light                                 | 15. Juni 1987 ID-Nr. 87001480  | Lighthouse Rd. 41° 27′ 59″ N, 70° 34′ 16″ W                                                                                                | Oak Bluffs     |                                                                                              |
| 5     | Edgartown Harbor Light                          | Edgartown Harbor Light                          | 15. Juni 1987 ID-Nr. 87001465  | N. Water St. 41° 23′ 33″ N, 70° 30′ 21″ W                                                                                                  | Edgartown      |                                                                                              |
| 6     | Edgartown Village Historic District             | Edgartown Village Historic District             | 9. Dez. 1983 ID-Nr. 83003967   | Abgegrenzt durch die Water St. (North und South) und den Pease’s Point Way (North und South). 41° 23′ 25″ N, 70° 30′ 45″ W                 | Edgartown      |                                                                                              |
| 7     | Flying Horses                                   | weitere Bilder                                  | 27. Aug. 1979 ID-Nr. 79000342  | 33 Oak Bluffs Ave. 41° 27′ 26″ N, 70° 33′ 28″ W                                                                                            | Oak Bluffs     | National Historic Landmark                                                                   |
| 8     | Gay Head/Aquinnah Town Center Historic District | Gay Head/Aquinnah Town Center Historic District | 26. Feb. 1999 ID-Nr. 99000187  | South Rd. und Church St. 41° 20′ 31″ N, 70° 48′ 50″ W                                                                                      | Aquinnah       | Städtische und kirchliche Gebäude im historischen Stadtzentrum.                              |
| 9     | Gay Head Light                                  | Gay Head Light                                  | 15. Juni 1987 ID-Nr. 87001464  | Lighthouse Rd. 41° 21′ 2″ N, 70° 50′ 18″ W                                                                                                 | Aquinnah       |                                                                                              |
| 10    | Polly Hill Arboretum                            |                                                 | 15. Juni 2015 ID-Nr. 87001464  | 795-833 State Rd. 41° 23′ 51″ N, 70° 40′ 49,8″ W                                                                                           | West Tisbury   |                                                                                              |
| 11    | Martha’s Vineyard Campground                    | Martha’s Vineyard Campground                    | 14. Dez. 1978 ID-Nr. 78000439  | Grob abgegrenzt durch die Avenues Cottage Park, Quequechan, Clinton, Dukes, County, Siloam, Lake und Central. 41° 27′ 19″ N, 70° 33′ 41″ W | Oak Bluffs     | Doppeleintrag zu Wesleyan Grove                                                              |
| 12    | Old Mill                                        | Old Mill                                        | 29. März 1984 ID-Nr. 84002303  | Edgartown-West Tisbury Rd. 41° 22′ 55″ N, 70° 40′ 20″ W                                                                                    | West Tisbury   |                                                                                              |
| 13    | Ritter House                                    | Ritter House                                    | 6. Dez. 1977 ID-Nr. 77000169   | Beach St. 41° 27′ 14″ N, 70° 36′ 10″ W | Vineyard Haven |                                                                                              |
| 14    | Tarpaulin Cove Light                            | Tarpaulin Cove Light                            | 15. Juni 1987 ID-Nr. 87001505  | Naushon Island 41° 28′ 7″ N, 70° 45′ 28″ W                                                                                                 | Gosnold        |                                                                                              |
| 15    | Tashmoo Springs Pumping Station                 | Tashmoo Springs Pumping Station                 | 3. Dez. 2008 ID-Nr. 08001126   | 325 W. Spring St. 41° 26′ 54,2″ N, 70° 37′ 19,4″ W                                                                                         | Tisbury        |                                                                                              |
| 16    | Dr. Harrison A. Tucker Cottage                  | Dr. Harrison A. Tucker Cottage                  | 22. Okt. 1990 ID-Nr. 90000678  | 61 Ocean Ave. 41° 27′ 20″ N, 70° 33′ 28″ W                                                                                                 | Oak Bluffs     |                                                                                              |
| 17    | Union Chapel                                    | Union Chapel                                    | 7. Juni 1990 ID-Nr. 90000677   | Abgegrenzt durch die Avenues Circuit, Kennebec und Narragansett sowie durch die Grove Street. 41° 27′ 16″ N, 70° 33′ 31″ W                 | Oak Bluffs     |                                                                                              |
| 18    | U.S. Marine Hospital at Vineyard Haven          | U.S. Marine Hospital at Vineyard Haven          | 29. Feb. 2024 ID-Nr. 100009983 | 151 Lagoon Pond Road 41° 26′ 57,4″ N, 70° 35′ 58,8″ W                                                                                      | Tisbury        |                                                                                              |
| 19    | Edwin DeVries Vanderhoop Homestead              | Edwin DeVries Vanderhoop Homestead              | 6. Sep. 2006 ID-Nr. 06000784   | 35 South Rd. 41° 20′ 43″ N, 70° 50′ 9″ W                                                                                                   | Aquinnah       | Wohnhaus der Wampanoag aus dem 19. Jahrhundert, heute Standort des Aquinnah Cultural Center. |
| 20    | Wesleyan Grove                                  | weitere Bilder                                  | 5. Apr. 2005 ID-Nr. 05000458   | Martha’s Vineyard 41° 27′ 23,1″ N, 70° 33′ 33,6″ W                                                                                         | Oak Bluffs     | Doppeleintrag zu Martha’s Vineyard Campground                                                |
| 21    | West Chop Club Historic District                | West Chop Club Historic District                | 18. Okt. 2007 ID-Nr. 07001104  | Iroquois Ave. 41° 28′ 46,8″ N, 70° 36′ 14,9″ W                                                                                             | Tisbury        |                                                                                              |
| 22    | West Chop Light Station                         | West Chop Light Station                         | 15. Juni 1987 ID-Nr. 87001506  | W. Chop Rd. 41° 28′ 55″ N, 70° 36′ 14″ W                                                                                                   | Tisbury        |                                                                                              |
| 23    | William Street Historic District                | William Street Historic District                | 27. Jan. 1983 ID-Nr. 83000571  | Williams St. 41° 27′ 25″ N, 70° 36′ 24″ W                                                                                                  | Tisbury        |                                                                                              |